# Charlton (Brinkworth)
Charlton – wieś w Anglii, w hrabstwie Wiltshire, w pobliżu Brinkworth. Leży 62 km na północ od miasta Salisbury i 134 km na zachód od Londynu.